# Władysław Bzowski
Władysław Roman Erazm Kazimierz Janota Bzowski (ur. 7 kwietnia 1885 we Lwowie, zm. 1945) – podpułkownik kawalerii Wojska Polskiego.

## Życiorys
Na świat przyszedł w rodzinie Ambrożego Zygmunta Janoty Bzowskiego h. Ostoja (1842–1897) i Heleny z Dowbor-Muśnickich h. Przyjaciel (1862–1893). Pochodził ze starego rodu szlacheckiego Janotów Bzowskich h. Ostoja (mylnie Nowina), którego udokumentowane dzieje sięgały 1388 roku. Wujem Władysława Bzowskiego (bratem matki) był gen. Józef Dowbor-Muśnicki, zaś mężem siostry Teresy został płk. Jan Władysław Rozwadowski.
18 sierpnia 1904 został mianowany porucznikiem w Galicyjskim Pułku Ułanów Nr 1. W 1910 ukończył dwuletnią Wyższą Szkołę Jazdy w Wiedniu. W 1912 uzyskał tytuł cesarskiego i królewskiego szambelana. W tym czasie był, przez pewien czas, adiutantem cesarzowej Austrii. W 1911 awansował na nadporucznika. W latach 1912–1913 wziął udział w mobilizacji sił zbrojnych Monarchii Austro-Węgierskiej, wprowadzonej w związku z wojną na Bałkanach. W czasie I wojny światowej służył w Galicyjskim Pułku Ułanów Nr 1. W 1914 i 1915 był dwukrotnie ranny. Na stopień rotmistrza został mianowany ze starszeństwem z 1 listopada 1915. W 1918 był wykładowcą w Technicznej Akademii Wojskowej w Mödling pod Wiedniem i Szkole Kadetów Kawalerii w Mährisch Weißkirchen (obecnie Hranice na Morawach).
25 września 1915 poślubił w Krakowie Marię Janinę z Kossaków, córkę malarza Wojciecha Kossaka. Małżeństwo nie było jednak udane i niebawem rozpadło się (kościelne unieważnienie małżeństwa nastąpiło 12 marca 1919).
16 sierpnia 1919 w katedrze wawelskiej zawarł związek małżeński z Heleną Jordan h. Trąby (Brzezina). Z tego związku urodził się syn Jerzy (1920–1994), który ożenił się z Elisabeth von Janota Bzowski, niemiecką malarką, graficzką i autorką znaczków pocztowych.
8 listopada 1918 został przyjęty do Wojska Polskiego w stopniu rotmistrza. Początkowo był dowódcą oddziału przybocznego przy szefie Sztabu Generalnego gen. Tadeuszu Rozwadowskim, a następnie dowódcą Szkoły Podchorążych Kawalerii w Starej Wsi pod Warszawą i instruktorem w Centralnej Szkole Jazdy w Grudziądzu.
Po zakończeniu wojen odegrał szczególną rolę w dziejach 8 pułku ułanów, którym dowodził od 23 sierpnia 1922 do 10 stycznia 1923 i ponownie od 1 lipca 1923 do marca 1928. Dowództwo to uzyskał dzięki poparciu generalnego inspektora kawalerii, gen. Tadeusza Rozwadowskiego. 6 listopada 1923, dowodzony przez niego oddział został użyty do zdławienia protestów robotników, a on sam został ciężko ranny. Wedle opinii kronikarza pułku, Kornela Krzeczunowicza, ustalił takie zasady szkolenia, które przetrwały pięcioletni okres jego dowodzenia, a pułkowi przyniosły niezbędną wewnętrzną spoistość. Następnie został przydzielony na stanowisko rejonowego inspektora koni w Lublinie. W listopadzie 1928 został zwolniony z zajmowanego stanowiska i oddany do dyspozycji dowódcy Okręgu Korpusu Nr II. Z dniem 28 lutego 1929 został przeniesiony w stan spoczynku.
W 1938 był inspektorem hodowli koni w Związku Hodowców Koni przy Małopolskim Towarzystwie Rolniczym i Krakowskiej Izbie Rolniczej oraz kierownikiem stada Hebdów.
Po rozpoczęciu okupacji niemieckiej został dowódcą w Armii Krajowej w Małopolsce. W końcu września 1944 został aresztowany wraz z żoną przez Gestapo w Krakowie i wywieziony do hitlerowskiego obozu koncentracyjnego KL Gross Rosen.
Zmarł w kwietniu lub w maju 1945 w niemieckim obozie Groß-Rosen bądź Litomierzyce.

## Ordery i odznaczenia
- Złoty Krzyż Zasługi (dwukrotnie: 16 lutego 1924[10][11], 15 czerwca 1939[12])
- Medal Pamiątkowy za Wojnę 1918–1921
- Medal Dziesięciolecia Odzyskanej Niepodległości
- Krzyż Komandorski Orderu Korony Rumunii (Rumunia)[13]
- Brązowy Medal Zasługi Wojskowej z mieczami na wstążce Krzyża Zasługi Wojskowej (Austro-Węgry)[14]
- Krzyż Wojskowy Karola (Austro-Węgry)[14]
- Krzyż Jubileuszowy Wojskowy (Austro-Węgry)[14]
- Krzyż Pamiątkowy Mobilizacji 1912–1913 (Austro-Węgry)[14]